# 道の駅宍喰温泉
道の駅宍喰温泉（みちのえき ししくいおんせん）は、徳島県海部郡海陽町にある国道55号の道の駅である。
1996年（平成8年）4月16日に道の駅に登録され、1997年（平成9年）4月12日に開駅した。

## 施設
宍喰町整備
- 宍喰温泉
ボイラーの故障により、2008年（平成20年）2月以降閉鎖。交換費用が工面できず、同年度中に廃止・解体された。
- 温泉宿泊施設・ホテルリビエラししくい（所在地：徳島県海部郡海陽町宍喰浦松原226-1）
宍喰温泉廃止の対応策として、ホテル内温泉の入浴料を大人1000円→600円、子ども500円→300円に値下げした。
営業時間 6:30 - 9:00 / 11:00 - 22:00
- 休憩施設
- 屋外用情報施設
- 屋外プール
- 幼児プール
- ボードウォーク
- 更衣室
- 公衆無線LAN

国土交通省整備
- 駐車場
  - 普通：116台
  - 大型：6台
  - 身障者用：1台
- トイレ
  - 男：大 4器（2器）、小 7器（5器）
  - 女：7器（5器）
  - 身障者用：1器（1器）

※（）内は、24時間利用可能
- 公衆電話
- 公衆FAX
- たまり広場
- 尾崎将司の100勝達成を記念した石碑

## 休館日
- 年中無休

## アクセス
- 国道55号
  - 徳島県道301号久尾宍喰浦線
- 阿佐海岸鉄道阿佐東線 宍喰駅から徒歩
- 阿佐海岸鉄道 道の駅宍喰温泉バス停直結
- 徳島バス室戸・生見・阿南大阪線 宍喰バス停直結（※阿南駅～甲浦間のみ途中乗降可能）

## 周辺
朝日は、西日本において最も美しいという。
周辺は室戸阿南海岸国定公園に指定されており、近畿地方在住者にとってサーフィンのメッカとなっている。特に夏は京阪神方面からそれを目当てに多くの観光客が当駅を訪れる。駐車場が夜通しキャンピングカーで満車となることも少なくない（同様の現象は道の駅日和佐においても起きている）。駐車場に関し地元住民や他の利用客から苦情が寄せられたため、宍喰町は2002年（平成14年）4月に、当駅の南側約500mの場所にサーファー専用の有料駐車場を新設した。同町は現在もウェブページを通じ、新しい駐車場の利用を促している。
- 宍喰川
- 竹ヶ島海中公園
- 海洋自然博物館マリンジャム